# Dactyloscirus apoensis
Dactyloscirus apoensis är en spindeldjursart som först beskrevs av Corpuz-Raros 2008.  Dactyloscirus apoensis ingår i släktet Dactyloscirus och familjen Cunaxidae. Inga underarter finns listade i Catalogue of Life.